# Saison 3 de Gomorra
Chronologie
Saison 2 Saison 4
Cet article présente les douze épisodes de la troisième saison de la série télévisée italienne Gomorra.

## Généralités
Gomorra 3 est la suite d'une série télévisée italienne inspirée du livre best-seller de Roberto Saviano. La série raconte  la vie souterraine de la Camorra, phénomène mafieux napolitain, décrivant son territoire et ses liens avec le monde politique et celui des affaires.
- En Italie, la série est diffusée à partir du 17 novembre 2017 sur Sky Atlantic (Italia) (it), à raison de deux épisodes par semaine[1],[2].

## Distribution

### Personnages principaux
- Marco D'Amore (VF: Olivier Bony) : Ciro Di Marzio, alias « l'Immortel »
- Salvatore Esposito (VF: Thierry Janssen) : Gennaro Savastano, alias « Genny »
- Cristina Donadio : Annalisa  Magliocca, alias « Scianel »
- Cristiana Dell'Anna : Patrizia Santoro
- Arturo Muselli : Enzo Villa, alias « Sangue Blu »
- Ivana Lotito : Azzurra Avitabile
- Gianfranco Gallo : Giuseppe Avitabile

### Personnages secondaires
- Ivan Boragine : Michele Casillo
- Giovanni Buselli : Capa 'e Bomba
- Christian Giroso : Carmeniello, alias « O' Cardillo »
- Luigi Pisani : Tommaso Natale
- Denise Capezza : Marinella
- Edoardo Sorgente : Gegè
- Alfredo Herrera : Joaquin Rollero
- Carlo Cerciello : Don Ruggero, alias « O' Stregone »
- Pasquale Esposito : Edoardo  Arenella, alias « O' Sciarmant »
- Andrea Di Maria : Elia  Capaccio, alias « O' Diplomatico »
- Carlo Caracciolo : Ferdinando Capaccio, alias « O' Crezi »
- Angela Ciaburri : Carmela Villa
- Loris De Lun : Valerio Misano, alias « O' Vucabulà »

## Épisodes

### Épisode 1:Le mal-aimé
- Italie : 17 novembre 2017 sur Sky Atlantic (Italia) (it)

Le corps de Don Pietro est emmené dans la chambre froide d'un abattoir. Genny, qui se trouvait à Rome dans un hôpital après la naissance de son fils, répond au téléphone à Ciro, qui lui annonce qu'il a abattu le grand boss de la famille Savastano. Malammore et ses hommes commencent alors la recherche obsessionnelle de Ciro et de ses fidèles, voulant venger sans attendre la mort de Don Pietro. Mais le groupe de Ciro se sépare. Son fidèle 'O Pitbull et Lello se sont enfuis, tandis que Fernando est encore à Naples, caché dans la maison de sa sœur. Après avoir été capturé, ce dernier avoue devoir rencontrer l'Immortel pour lui donner un passeport.
 Malammore est alors obligé de révéler la mort de Pietro Savastano à sa nièce Patrizia, devenue compagne de Don Pietro. Genny se rend à Scampia où il prétend être étranger à la mort de son père. Il fait semblant d'apprendre la nouvelle de Malammore et jure de se venger de Ciro. Lors du cortège funèbre de Don Pietro à Scampia, son portrait peint sur la façade d'un immeuble populaire est dévoilé.
Le lendemain matin, Genny, Malammore et son homme de main 'O Lince se rendent à l'extérieur de Naples, dans un chalet qui était utilisé par Ciro comme cachette dans l'espoir de le trouver. Alors qu'ils parcourent les pièces à la recherche de Ciro, Genny tire sur un inconnu. Comprenant qu'il ne s'agit pas de l'homme recherché, Malammore se retourne vers le jeune Savastano, pour découvrir Ciro Di Marzio à ses côtés. L'Immortel tire trois coups de feu et abat froidement Malammore. Ciro et Genny quittent alors la maison, passent à côté du cadavre d'O Lince, probablement tué par Ciro.
Genny accompagne Ciro à l'aéroport. Maintenant qu'il a pris sa revanche et obtenu justice pour la mort de sa fille, Ciro choisit de s'exiler et de partir à l'étranger pour expier sa culpabilité dans la mort de Maria Rita.
Peu après, Gennaro rencontre Don Aniello et d'autres boss mafieux nommés O' Sciarmant, O' Stregone, O' Crezi et O' Diplomatico pour prendre des nouvelles sur la gestion du pouvoir à Scampia après la mort Don Pietro.

### Épisode 2:Système sanglant
- Italie : 17 novembre 2017 sur Sky Atlantic (Italia) (it)

Un an plus tard, Genny rencontre son nouveau comptable, Gegè, un enfant de Secondigliano qui a pu étudier en Angleterre grâce à l'aide de Don Pietro. Il lui demande de récupérer tout l'argent disponible et de l'emmener pour un travail avec Joaquin, un narcotrafiquant du Honduras connu en Amérique du Sud, qui entre-temps arrive en Italie. Au Honduras, Joaquin explique qu'il est en guerre ouverte avec un gang rival qui a tué beaucoup d'hommes de son cartel. Deux de ses rivaux sont également dans la capitale italienne pour conclure un accord avec un clan calabrais. Gennaro, qui a des contacts avec la 'Ndrangheta, convainc les Calabrais d'établir un accord avec Joaquin en se débarrassant des trafiquants de drogue de ses rivaux en échange d'un rabais important sur la vente de cocaïne. Les trafiquants rivaux sont attirés dans un guet-apens et tués dans un supermarché, découpés en morceaux puis entassés dans deux valises par Genny et Joaquin. Gegè, bouleversé, est contraint de les aider à nettoyer et à faire disparaître les corps. À la fin de la nuit, Gegè rentre chez lui épuisé et retrouve son petit ami.
Pendant ce temps, à Secondigliano, Scianel demande à Patrizia, par l'intermédiaire de son émissaire Domenico, de retrouver Marinella et de la convaincre, moyennant finances, de ne pas témoigner contre elle lors de son procès. Patrizia prend conseil auprès de Genny, qui lui dit d'accepter cette demande. Elle se rend alors à Latina où Marinella travaille dans un centre esthétique sous le faux nom d'Irène. Patrizia conseille à Marinella d'accepter la proposition de Scianel et lui remet la moitié de l'argent.

### Épisode 3:Exil en enfer
- Italie : 24 novembre 2017 sur Sky Atlantic (Italia) (it)

Ciro Di Marzio vit depuis un an en Bulgarie, où il travaille comme homme de main d'un patron mafieux de Sofia, Valentin. Ciro s'occupe de conduire les camions qui transportent des drogues et des immigrants illégaux. Un soir, Ciro s'oppose au fils de Valentin, Mladen, qui voulait racketter un peu plus les immigrés que Ciro venait de transporter. Ciro affirme que tous les immigrants ont payé la bonne somme pour le transport, ce qui rend Mladen fou de rage. Le fils du patron menace Ciro. Ce dernier est alors contraint de se débarrasser d'un des malheureux mort pendant le voyage, dont le corps termine dans un fourneau recouvert d'un flux d'acier fondu.
Valentin, malgré l'estime qu'il a pour Ciro, l'invite à ne pas s'opposer à Mladen. Peu après, Ciro se voit confier une tâche importante : aller dans des logements publics et expulser les habitants qui n'ont pas payé le pizzo. Valentin souhaite ainsi récupérer les appartements libérés pour y loger de jeunes albanaises nouvellement arrivées sur Sofia et qui seront soumises à prostitution après confiscation de leurs passeports. L'une d'elles est d'ailleurs choisie d'office par Mladen pour devenir sa "concubine". Ce dernier appelle Ciro pour conclure un échange avec des Napolitains.
Dans la boîte de nuit où Mladen a son lieu de rencontres, Ciro a l'occasion de rencontrer le chef de ces Napolitains : le jeune Enzo, surnommé "Sangue Blu". Ce dernier est également le petit-fils d'un ancien boss mafieux nommé 'O Santo. Le groupe des Napolitains ayant offert un pourboire à une gogo danseuse prénommée Tatiana, Ciro récupère l'argent et, après vérification, constate qu'il s'agit de faux billets. Il en informe Mladen qui réagit très mal, avouant le détester en l'humiliant devant ses hommes.

### Épisode 4:Nouveau départ
- Italie : 24 novembre 2017 sur Sky Atlantic (it)

Le procès contre Scianel est en cours. Son ex belle-fille, Marinella, doit confirmer ce dont elle a été témoin au poste de police concernant la mort de Mario, le conducteur de son amant tué sur ordre de Scianel. Cependant, la jeune femme décide d'accepter l'argent qui lui est offert par Patrizia et ne confirme pas ce qu'elle a déclaré au tribunal. Scianel, avec un sourire, se prépare à être libérée. Après le procès, Patrizia rencontre Marinella dans un bar et, comme convenu, lui donne l'autre moitié de l'argent.
Pendant ce temps, la marchandise que Genny attendait est arrivée. Il s'organise avec Gegè pour réserver une place dans le port pour le bateau. Scianel rencontre Gennaro par l'intermédiaire de Patrizia. Gennaro est accompagné de Capa 'e bomba et 'O Cardillo, encore en deuil de la mort de 'O Track, qui a été tué sur les ordres de Scianel. Scianel veut l'indépendance, mais Genny lui dit qu'elle doit rester en affaires avec le clan Savastano. Il lui dit qu'elle peut garder sa place de vente, lui donnant seulement 30 % des gains tant qu'elle reste avec eux.
Ciro quant à lui vit désormais dans la chambre d'un motel de Naples. Il se rend chez Enzo et lui propose de lui vendre la drogue qu'il n'avait pas prise en Bulgarie à cause de la découverte du paiement par faux billets. Enzo, après l'achat, propose à Ciro de le rejoindre ainsi que son nouveau clan.
Le bateau arrive au port, mais à son bord les hommes d'Avitabile ne trouvent ni la charge de drogue ni le jeune boss. Gennaro a en effet pressenti la trahison en raison de l'attitude de Gegè et a décidé de récupérer personnellement la drogue jetée d'un bateau en haute mer dans des bidons scellés en plastique. Genny se rend ensuite chez Gegè, et lui dit qu'il a découvert sa trahison. Genny exige de reprendre la montre que Don Pietro lui avait donnée pour son diplôme, et après l'avoir mise sur son poing, frappe Gegè à mort. Pendant ce temps, Avitabile a empêché sa fille de s'enfuir. Il a une confrontation avec elle, lui disant d'être consciente du fait qu'elle-même était d'accord avec Gennaro pour lui mentir et le voler. Il lui annonce qu'il va enlever à son gendre tout ce qu'il lui a pris, à commencer par elle et le petit Pietro. Il affirme enfin à Azzurra que si Genny osait à nouveau s'approcher de sa famille, il le tuerait de ses propres mains.

### Épisode 5:Les enfants des fantômes
- Italie : 1er décembre 2017 sur Sky Atlantic (it)

Sangue Blu et Maria, sa petite amie, braquent un camion qui venait de charger des marchandises au port. Ils enferment le conducteur à l'arrière du véhicule, qu'ils conduisent ensuite à leur dépôt où les attendent ses hommes. Ces derniers déchargent les marchandises, des perceuses sans fil dont ils remplacent les plaques de marque et d'identification, puis amènent le camion et le chauffeur dans un endroit isolé, où ils libèrent l'homme avec la promesse de ne pas les impliquer dans le rapport du vol.
Après l'avoir contacté, Genny se rend chez Ciro dans la chambre d'hôtel où il séjourne. Gennaro est dans un piteux état, et après une longue discussion, les deux hommes décident de s'allier pour reprendre le contrôle de Scampia. Alors qu'Enzo vend quelques-unes des perceuses saisies, il reçoit la visite de Ciro. Sangue Blu emmène son nouvel ami dans le hall principal d'une église où lui et sa bande ont cultivé toute une plantation de marijuana. Ciro lui affirme qu'il ne pourra pas grandir seulement grâce à la poussée d'une substance comme cela et lui propose un premier plan d'action.
Ciro corrompt l'officiel d'une banque à Naples qui lui révèle l'heure à laquelle le coffre-fort est habituellement ouvert. L'Immortel propose alors à Enzo et à ses hommes un plan d'action pour braquer la banque en passant par les souterrains et sortir sur un marché populaire pour s'évaporer dans la foule juste après le vol. Les criminels creusent un tunnel entre les murs souterrains d'un bâtiment abandonné où ils installent des panneaux de laine de verre pour réduire le bruit. Ils arrivent à des tuyaux qui mènent au point d'arrivée du bâtiment où se trouve la banque. Le lendemain matin, Ciro, Enzo et les hommes vont sur le chemin, armés d'armes à feu et de gilets pare-balles, et entrent dans la banque au moment où le coffre-fort est ouvert. Après avoir terminé le vol, les hommes retracent le chemin souterrain et enlèvent les vêtements d'assaut. Ils s'enfuient ensuite via le marché populaire sans attirer l'attention.
Après le cambriolage, le groupe se rend à l'église utilisée comme serre. Ciro refroidit l'enthousiasme des hommes d'Enzo et conseille au groupe de ne pas partager l'argent volé, mais au contraire de le réinvestir afin de développer leur influence. Enzo, après avoir réfléchi un moment, donne l'argent à celui qui est devenu son mentor. Peu après, Ciro remet le butin à Genny, lui disant qu'ils peuvent maintenant commencer. Le jeune Savastano se rend dans un restaurant chinois où il rencontre Milan, un criminel croate, avec qui sa famille a déjà mené des affaires très prolifiques. Avec l'argent du vol, il achète un gros lot de cocaïne.
Enzo et Ciro récupèrent la marchandise, puis se rendent à l'église pour couper la cocaïne et préparer les paquets. Devant la qualité de la marchandise, Enzo voudrait couper la cocaïne avec une proportion de 1/4, mais Ciro l'interdit tout de suite en disant que pour conquérir le marché, ils le couperont à 1/2 et ne la feront pas payer plus que les concurrents afin d'affaiblir la concurrence. Enzo se rend alors dans un bar où il rencontre un jeune homme de la haute société nommé Valerio. Ce dernier est rapidement surnommé 'O Vucabulà à cause de son utilisation de l'italien littéraire, au contraire des autres, qui emploient le napolitain. Enzo lui propose de le fournir en cocaïne. Valerio accepte, scellant ainsi le début d'un nouveau partenariat.

### Épisode 6:Le cheval de Troie
- Italie : 1er décembre 2017 sur Sky Atlantic (it)

Genny conclut un partenariat avec Gaetano Sanni, le directeur d'une grande blanchisserie criblée de dettes envers les banques. Peu après, Genny et Ciro rencontrent Branka, une associée de Milan, pour acheter de nouvelles drogues. Genny se rend au centre d'affaires de Naples, où il rencontre Michele Casillo, le jeune maire à qui il fait remporter les élections de Giugliano. Il est maintenant candidat au parti "L'Italia che avanza" aux prochaines élections régionales. Genny lui explique qu'il détecte diverses entreprises en crise pour les racheter et les relancer avec de nouveaux travailleurs. Chacun des travailleurs avec sa famille accordera son vote à Casillo, qui rendra ensuite la faveur en accordant les divers appels d'offres publics aux compagnies de Genny.
Le recrutement au sein de ces entreprises, d'un montant de 15 000 euros par personne, est géré par Nicola, un des jeunes de Vico. Sanni, grâce à ses contacts avec des banques, donne ensuite à Genny les noms d'autres entrepreneurs en crise avec qui faire des affaires. Parmi eux, il y a une maison funéraire. Genny va au cimetière de la chapelle dédiée à sa mère. Il corrompt alors le gardien, de sorte que seuls les services funéraires indiqués par lui peuvent travailler dans le cimetière. Un employé de la morgue devra avertir Genny de l'arrivée de chaque nouveau corps.
Gennaro rencontre Patrizia pour respecter le pacte qu'ils ont conclu. Il lui fait visiter une entreprise où des plats étaient préparés pour les cantines scolaires, fermée après la découverte d'utilisation systématique de substances périmées. Le jeune Savastano donne à Patrizia la gestion de l'entreprise, où bientôt l'activité recommencera avec l'arrivée de nouveaux travailleurs et beaucoup de travail grâce à des contrats publics. Patrizia fait le lien entre Genny et Scianel, disant à la Mafieuse que le jeune boss a une nouvelle proposition pour elle. Scianel, cependant, refuse, sachant que Genny a été enlevé par Avitabile.
Sanni informe Genny qu'il a des problèmes de liquidités pour payer ses travailleurs. L'un des travailleurs, Lucio Calori, s'est en effet plaint du salaire, qui est inférieur de 300 € à ce qui était prévu. Ce dernier pouvant poser problème, Sangue Blu est chargé par Gennaro de l'éliminer pour faire ses preuves et le faire taire. Enzo se rend à la piscine où Calori assiste Giosuè, son fils handicapé moteur. Malgré sa réticence à tuer le père d'un enfant handicapé, Enzo attend que Calori et son fils Giosuè quittent la structure, les suit dans la rue et abat l'homme devant les yeux de son fils. 

### Épisode 7:Une vie violente
- Italie : 8 décembre 2017 sur Sky Atlantic (it)

Genny est au port et récupère une cargaison dans un conteneur. Ciro, satisfait, surveille : avec toute cette marchandise et avec leur prix, il n'y a plus de concurrence. Genny, cependant, n'est pas si optimiste, il pense déjà à la guerre, qui est très proche de l'éclatement.
Le lendemain, Enzo, Ciro et les autres membres du clan se rendent chez un client de Valerio pour conclure un marché. L'acheteur a l'intention de dépenser une bonne somme. À la fin de l'affaire, ils vont chercher les marchandises. Valerio, au volant de sa voiture de sport, rejoint le groupe. Ciro craint que la voiture attire l'attention de la police. Valerio le rassure : s'il ne dépasse pas 300 km/h, aucun policier ne se met même en tête d'arrêter une voiture de luxe comme ça. Les patrouilles s'approchent de l'entrepôt. Valerio grimpe dans la voiture, se faufile et s'enfuit, emmenant la police derrière lui et donnant un temps précieux à Enzo et aux autres pour s'échapper. Valerio est arrêté et emmené, mais est rapidement libéré.
Sangue Blu et ses compagnons récupèrent la marchandise. Enzo décide que le moment est venu de déplacer le "laboratoire" vers un endroit plus pratique, précisément un appartement près de chez lui, en commençant le traitement de la substance. Après avoir coupée et emballée la cocaïne, celle-ci doit être livrée aux personnes figurant sur la liste préparée par Valerio. Ce sont des clients d'un certain niveau, des médecins, des avocats et autres. Ils utilisent des scooters volés et effectuent des livraisons directement comme un service de Pony Express.
Les affaires d'Enzo et de ses compagnons vont bien, mais les caméras de sécurité capturent quelque chose de suspect. Une voiture passe un peu trop souvent devant leur nouveau repaire. Il s'agit de O' Sciarmante, un des confédérés. O' Sciarmante organise une réunion avec les autres confédérés pour décider quoi faire. O' Crezi et son frère O' Diplomato veulent tuer Sangue Blu. O' Sciarmante comprend que derrière Enzo il y a quelqu'un pour le guider et il veut savoir de qui il s'agit.

### Épisode 8:Leçons de vie
- Italie : 8 décembre 2017 sur Sky Atlantic (it)

Une bombe explose au milieu de la nuit devant la porte de la pizzeria de Carmela. Sangue Blu et son groupe sont prévenus et vont sur le lieu de l'incident. Ciro apprend aussi l'explosion et appelle immédiatement Enzo au dépôt pour que la stratégie soit adoptée dans une guerre maintenant ouverte contre les Confédérés. Au rendez-vous, Enzo se déclare prêt pour le conflit mais Ciro prêche la prudence. Malgré les réticences de A' Golia, Enzo explique à son groupe que pour gagner contre les Confédérés, ils doivent avoir seulement un capitaine. Il déclare également avoir un plan pour les battre.
Sangue Blu rencontre Patrizia pour recevoir des instructions de Gennaro. La fille lui donne un morceau de papier avec un nom, Catenella. Genny souhaite que Scianel investisse les bénéfices des pompes funèbres dans l'achat d'armes en vue de la guerre. Celle-ci accepte. Enzo et Valerio offrent au contact un "cadeau" promis en échange d'une faveur. Enzo, Valerio, Bell 'e Buono et A' Golia capturent Catenella. Celui-ci, pour protéger sa famille, révèle l'emplacement des dépôts d'armes appartenant à la Confédération. Immédiatement après, Enzo l'abat de trois coups de feu.
Ciro offre à la bande de Forcella les armes financées par l'argent de Scianel afin de passer l'attaque sur les Confédérés. En donnant les armes, à Secondigliano, Genny prévient Enzo : après la guerre, Forcella ira à Sangue Blu et son clan, si Enzo s'engage à ne pas aller au-delà de la zone en question. 
Le lendemain matin, les hommes d'Enzo volent un bar dans la zone de O' Crezi, qui est immédiatement informé et envoie ses hommes récupérer les armes pour pouvoir répondre par le feu. Son frère O' Diplomatico, l'invite en vain à se calmer et à prendre le temps avant de réagir. Sachant où sont situés les dépôts d'armes, les hommes de Sangue Blu arrivent dans les lieux avant les hommes de O 'Crezi, les tuent et prennent possession de leurs armes. Enragé, O 'Crezi propose d'organiser une armée avec l'aide des Slaves et Edoardo Arenella, mais O' Diplomatico veut plutôt leur faire croire qu'ils ont gagné, puis les attaquer dès leur premier signe de faiblesse.
Alors qu'Enzo et ses hommes laissent un message dans la région de Capaccio, Maria prévient son petit ami de mouvements étranges dans leur région. Sangue Blu est averti et envoie Valerio en éclaireur. Cependant, alors qu'il voit la voiture suspecte, il tire sur les hommes à l'intérieur. Tandis qu'Enzo s'échappe avec Valerio pour changer ses vêtements, certains de ses amis prennent soin de faire disparaître les corps.
Pendant ce temps, à Secondigliano, Genny réclame à Scianel 30 % de ses bénéfices pour gagner la guerre. En échange, il veut lui offrir la zone de Capaccio et lui rendre au triple le montant réclamé en cas de victoire. 

### Épisode 9:L'ange de Forcella
- Italie : 15 décembre 2017 sur Sky Atlantic (it)

Ciro Di Marzio rencontre O' Stregone pour obtenir l'armistice après les derniers événements. Le boss des Confédérés consent à contrecœur à laisser Forcella à la bande de Sangue Blu, à la place d'Edoardo Arenella (O' Sciarmant). Pour éviter de léser ce dernier, O' Stregone lui offre une partie de Maddalena. 
Enzo annonce à sa bande la conquête du territoire tant convoité dans le passé, malgré les hésitations de Ronni, qui regrette qu'ils soient entrés dans le système qu'ils détestaient tant. Après les célébrations du soir, Carmela félicite son frère mais l'avertit que les temps ont changé par rapport à leur grand-père, Santo. Les règles et codes de conduite de cette époque n'existent plus. Elle exige également la garantie de garder son fils Cosimo hors du système et de ses affaires. 
Le matin suivant, Carmela, après avoir expliqué à son fils les dangers du « système », part à la recherche d'une robe à porter le soir pour les célébrations de son frère. Elle est abattue à l'intérieur des cabines d'essayage pendant qu'elle téléphone à son fils. Immédiatement, Sangue Blu accuse O' Sciarmant. Ciro qui s'est rendu chez O' Stregone pour avoir des explications, lui apprend que les Confédérés n'ont joué aucun rôle dans la mort de sa sœur et qu'ils cherchent le coupable.
Sangue Blu décide néanmoins de se venger. Avec Valerio, il se rend à la communion du neveu d'Arenella, mais ne parvient pas à tuer le boss mafieux. Enzo est gravement blessé à un œil et il est emmené à l'hôpital par Valerio, rejoint par Ciro. Celui-ci finit par comprendre que c'est Gennaro le commanditaire du meurtre de Carmela. Sa stratégie était de faire entrer en guerre Sangue Blu contre les Confédérés et le seul moyen était de tuer sa sœur en lui faisant croire qu'ils étaient coupables. Ciro lui reproche de ne pas l'avoir averti, mais Genny répond qu'il n'a plus de temps à perdre et souhaite retrouver sa famille. Malgré cet événement, Ciro réitère sa loyauté envers Genny et lui confirme qu'il n'a aucune intention de changer de camp.

### Épisode 10:La reine de Secondigliano
- Italie : 15 décembre 2017 sur Sky Atlantic (it)

Giuseppe Avitabile donne le petit Pietro aux Confédérés pour faire pression sur Genny. Patrizia est chargé par Genny de conclure un accord pour ramener le garçon auprès de sa mère. L'accord prévoit que Sangue Blu et sa bande se fournissent désormais auprès des frères Capaccio et payent 40 % de leur bénéfice aux Confédérés. Valerio et Maria sont en total désaccord avec cet arrangement, mais Genny ne veut pas entendre d'avis contraires à ses ordres : il est pressé de retrouver son fils.
O' Vucabula apprend la nouvelle aux amis d'Enzo en disant qu'ils vont faire comme convenu avec Ciro et Genny, mais avec l'intention future de redevenir indépendant. Pendant ce temps,  Scianel et O 'Sciarmant continuent à envisager comment mettre Genny au tapis. Plus tard dans la soirée, Scianel montre à O 'Stregone et aux frères Capaccio la carte gagnante qui les mènera à la victoire, c'est Patrizia. Selon elle, Genny est trop bête pour ne pas remarquer un possible retournement de la fille, en lui faisant confiance. Les Confédérés demandent à Patrizia une compensation de trois millions d'euros de la part de Genny pour ce qu'ils ont perdu depuis qu'il a commencé à vendre sa drogue dans leurs quartiers.
La bande de Forcella se plaint de la mauvaise qualité de la nouvelle cocaïne. L'un d'entre eux, Cantonese, suppose une perte totale de son marché en une semaine. Celui-ci décide de continuer à vendre avec Ronni de la drogue sans respecter l'accord. Patrizia donne l'argent de Genny aux Confédérés, mais ceux-ci ont remarqué les agissements des deux hommes d'Enzo. Ils veulent qu'ils soient éliminés avant de rendre Pietro à sa mère. Ciro et Genny simulent leur exécution, mais Ciro les met en garde qu'en cas d'une autre erreur de leur part, ils n'auront pas de deuxième chance.

### Épisode 11:Entre tes mains
- Italie : 22 décembre 2017 sur Sky Atlantic (it)

Des jeunes camorristes effectuent un vol dans une bijouterie. Genny est convaincu qu'il n'a pas réussi à récupérer sa famille, mais Ciro le rassure en lui disant qu'ils ont encore une armée à leur disposition. Avitabile est convié à une réunion dans une crypte avec les Confédérés, Scianel et Patrizia. Les confédérés lui proposent un marché : il rendra Azzurra et le petit Pietro à Genny en échange de la mort d'Enzo (Sangue Blu) et Ciro.
Genny, aidé des jeunes de Vicolo, prend possession d'une compagnie appelée Privipol, une entreprise de sécurité privée. Patrizia informe Genny de l'échange, et informe en même temps Scianel que celui-ci veut la rencontrer pour lui proposer de faire affaire avec lui, exclusivement à Secondigliano. Scianel récupère les nombreuses entreprises de Genny en remboursement de ses dettes.
Genny a accepté l'échange et met en place un plan avec Ciro et Enzo. Une fois l'échange en place, il informe O' Sciarmant de la position de Ciro et Sangue Blu. Dès que les hommes de O' Sciarmant arrivent, ils se font prendre au piège par Sangue Blu et ses hommes, qui à leur tour tuent le frère de O' Sciarmant et capturent ses soldats. Enzo déclare qu'à partir de ce moment, il prendra pleinement possession de la zone de O' Sciarmant. Il oblige également l'un des hommes d'Arenella encore en vie à l'appeler et signaler qu'ils ont éliminé Ciro et Sangue Blu. Arenella est informé du retour de ses hommes et leur donne rendez-vous dans une ruelle de Forcella. Il est abattu, criblé de balles par les hommes de Sangue Blu, cachés dans une voiture.
Avitabile laisse sa fille et son petit-fils rejoindre Genny, puis quitte le lieu de l'échange. Mais il a pris soin de laisser Tommaso Natale, son homme le plus fiable pour tuer Genny avec un fusil de tireur d'élite. Patrizia l'élimine en lui tirant une balle dans le dos.

### Épisode 12:Rédemption
- Italie : 22 décembre 2017 sur Sky Atlantic (it)

Les Confédérés convoquent Scianel dans une crypte des Maisons célestes. O' Stregone lui fait remarquer que la guerre que Scianel compte mettre en œuvre contre Genny, Enzo et Ciro serait à peine bénéfique pour eux et que son « joker » Patrizia était passé entre-temps de leur côté. Les Confédérés tuent le garde du corps de Scianel, Domenico, et quittent le hall après avoir donné une arme à Patrizia. Patrizia, restée seule avec Scianel, tombe le masque. Elle montre toute sa haine pour les abus subis par Marinella, lui révélant qu'elle a persuadé à la fois Don Pietro de faire tuer son fils, pour pouvoir persuader Marinella de témoigner contre elle. Patrizia tue alors Scianel de deux coups de feu. 
Genny dit que lui et Ciro sont maintenant à un pas de la victoire et de la conquête de Naples. Ciro, cependant, l'invite à traiter pacifiquement avec les Confédérés pour éviter les problèmes dangereux. Il comprend aussi que l'intention de Genny n'était pas tant de récupérer sa famille, mais de prendre le centre-ville de Naples et d'avoir un plus grand empire que son père. Azzurra menace de quitter Genny, si celui-ci refuse la paix.
Le lendemain, Ciro discute de l'armistice avec O' Stregone, puis passe voir Sangue Blu à Forcella. Ce dernier réclame les quartiers de O' Sciarmant et les têtes de O' Stregone et des Capaccio. Ciro l'invite à se calmer, comme avec Genny, et consent à la proposition de lui laisser les zones d'Arenella, mais divisé en deux. Enzo propose d'accompagner son mentor à la rencontre prévue pour les négociations de paix. Cependant, Valerio craint un coup bas de Genny et garde Sangue Blu en alerte.
Dans la rencontre qui suit chacune des deux parties fournit un otage en garantie, pour éviter les complications : Enzo donne Maria aux Confédérés. Ceux-ci livrent O' Diplomatico aux jeunes de Forcella. Ensuite, les négociations se déroulent officiellement et O' Stregone octroie Forcella à Sangue Blu. Celui-ci partage avec Genny tout ce qui appartenait à O' Sciarmant. En échange, Genny s'engage à vendre la cocaïne qui sera revendue plus tard dans les quartiers à des prix convenus, afin d'éviter la concurrence entre eux.